# Psiadia rivalsii
Espèce
Psiadia rivalsii est une espèce de plante à fleurs de la famille des Asteracées. Elle est endémique de l'île de La Réunion, département d'outre-mer français dans le sud-ouest de l'océan Indien.